# Noordelijke Schaakbond
De Noordelijke Schaakbond (NOSBO) is een bij de KNSB aangesloten schaakbond die schaakactiviteiten in Groningen en Drenthe (behalve Meppel) coördineert.
De bond organiseert jaarlijks teamcompetities voor acht-, zes- en viertallen, waarin de teams een halve competitie spelen, dus één keer tegen elkaar uitkomen. Ook is er jaarlijks een knock-outtoernooi om de NOSBO-beker.
De bond organiseert elk jaar toernooien om het persoonlijk kampioenschap, het snelschaakkampioenschap en een rapidkampioenschap. Record-kampioen is Erik Hoeksema met zestien persoonlijke titels. Daarnaast zijn er jaarlijks wedstrijden om het persoonlijk jeugdkampioenschap en jeugdclubcompetities in diverse jeugdcategorieën.